# Mesorregión del Centro-Norte Baiano
La mesorregión del Centro-Norte Baiano es una de las siete  mesorregiones del estado brasileño de la Bahia. Es formada por la unión de ochenta municipios agrupados en cinco  microrregiones.
Los principales municipios son:Feira de Santana, Irecê, Itaberaba, Jacobina y Senhor do Bonfim.

## Microrregiones
- Feira de Santana
- Irecê
- Itaberaba
- Jacobina
- Senhor do Bonfim

- Datos: Q508110